# Царь (фильм)
«Царь» — российский исторический фильм режиссёра Павла Лунгина, повествующий о двух годах из жизни царя Ивана Грозного, его взаимоотношениях с митрополитом Московским Филиппом и событиях эпохи опричнины. Российская премьера фильма состоялась 4 ноября 2009 года.
Это третья и последняя совместная работа режиссёра Павла Лунгина и актёра Петра Мамонова. Роль митрополита стала последней ролью в кино для Олега Янковского, скончавшегося в мае 2009 года.

## Сюжет
Действие фильма происходит в 1566—1569 годах, в разгар Опричнины и Ливонской войны. Фильм начинается с момента, когда Русская Православная Церковь после ухода Афанасия остаётся без митрополита, и Иван IV призывает к себе друга детства, игумена Соловецкого монастыря Филиппа Колычёва (в фильме эта фамилия произносится как Ко́лычев). Фильм разбит на четыре части.
1. Молитва царя. Царь молится в своей келье и просит Господа помочь ему во всех его делах. Тем временем в Москву едет игумен Филипп, и по дороге спасает девочку Машу, убежавшую от опричников (насмерть замучивших её отца). Встретив приехавшего игумена, царь предлагает ему стать митрополитом Московским, но тот сначала наотрез отказывается. Игумен встречает в городе своего племянника Колычева, который уезжает на войну и советует игумену бежать подальше от царя, поскольку выжить рядом с ним он не сможет. Царь снова приходит к Филиппу, дарит Маше икону Богородицы и всё-таки уговаривает Филиппа стать митрополитом. Филипп, видя творимые опричниками ужасы, пытается убедить царя не быть столь жестоким и проявлять милость к врагам.
2. Война царя. Племянник игумена участвует в кровопролитном бою с поляками и литвинами под Полоцком. Там же оказывается Маша, сбежавшая с иконой от царя. Благодаря иконе мост с литовской конницей рушится. Воеводы возвращаются из Полоцка в Москву, однако становится известно, что польско-литовские войска обошли город с тыла и Полоцк сам открыл им ворота. Царь в страшном гневе, он хочет казнить всех воевод. Филипп укрывает их у себя, чем дополнительно навлекает гнев царя. Воевод арестовывают. Малюта Скуратов ставит им клейма на грудь.
Царь приказывает Филиппу самому вершить суд, на котором все воеводы признаются в измене. Понимая, что они говорят неправду, Филипп отказывается подписать смертный приговор им. Тем временем царь готовит для воевод страшную казнь: он выпускает их по одному на арену с медведем. Убив двух воевод, медведь нападает на третьего, Колычева. В этот момент на арену выбегает Маша с иконой в руках и пытается остановить медведя. Тот оставляет Колычева и одним сильным ударом своей лапы убивает Машу. Митрополит Филипп в ужасе от бессмысленной жестокости царя. Понимая бесплодность своих попыток убедить его отказаться от изуверства, спускается на арену, поднимает икону и уходит с ней прочь.
3. Гнев царя. Во время службы в соборе Филипп не даёт благословения царю, тот в бешенной ярости лишает митрополита сана и заставляет наблюдать казнь его племянника на дыбе. Самого Филиппа царь решает помиловать, но навечно ссылает его в монастырь, где тот содержится как обычный узник, в кандалах, лишённый даже воды.
4. Веселье царя. Генрих фон Штаден строит «пыточный городок», куда планируется созвать народ на гуляния и лицезрение пыток осуждённых. Во время осмотра городка царский шут Вассиан цитирует Апокалипсис, сравнивая Марию Темрюковну с вавилонской блудницей, за что царь сжигает его живьём на костре. Тем временем в монастыре с Филиппа спадают оковы, а сам он получает дар исцеления и предвидения. Он предупреждает архиепископа Пимена, что «от сего день на третий явится Сатанаил и отойду. Грех моей смерти на братьев возложат», то есть их обвинят в его смерти. Филипп призывает их бежать и спасать себя. Однако и игумен, и почти все монахи остаются с ним. Приезжает царь, однако Филипп вновь обвиняет его в ужасающей жестокости и отказывает в благословении; по приказу царя Скуратов своими руками убивает Филиппа (душит). Несмотря на приказ Скуратова принести ему труп, монахи отпевают Филиппа в деревянной церкви и запираются в ней; опричники сжигают церковь с находящимися там людьми.
В финале фильма царь приходит в «пыточный городок» и всю ночь ждёт начала «веселья». Несмотря на его приказ явиться, никто не приходит. «Где мой народ?» — вопрошает царь. Затем он молится, потом ещё раз вопрошает: «Где мой народ?…».

## В ролях
| Актёр                | Роль                        |
| -------------------- | --------------------------- |
| Пётр Мамонов         | Иван Грозный                |
| Олег Янковский       | митрополит Филипп (Колычёв) |
| Рамиля Искандер      | царица Мария Темрюковна     |
| Александр Домогаров  | Алексей Басманов, опричник  |
| Настя Донцова        | Маша, сирота                |
| Александр Ильин      | Фёдор Басманов, опричник    |
| Вилле Хаапасало      | Генрих Штаден, опричник     |
| Алексей Франдетти    | Кай-Булат                   |
| Иван Охлобыстин      | царский шут Вассиан         |
| Юрий Кузнецов        | Малюта Скуратов, опричник   |
| Алексей Макаров      | воевода Иван Колычёв        |
| Александр Негодайлов | Иван Грозный в детстве      |
| Анвар Халилулаев     | митрополит Филипп в детстве |
| Андрей Невраев       | игумен                      |
| Андрей Бронников     | монах Илидор                |
| Максим Денеш         | Овчина                      |
| Алексей Ильин        | воевода Салтыков            |
| Александр Лобанов    | Митька Плещеев              |
| Александр Макаров    | воевода Бутурлин            |
| Игорь Марычев        | князь Дмитрий Курбатов      |
| Тимофей Савин        | Василий Грязной             |
| Олег Соколов         | Серафим (одноглазый)        |
| Юрий Соколов         | воевода Шуйский             |
| Виктор Стрельченко   | Овчина                      |
| Эдуард Федашко       | воевода Головин             |
| Анна Кашникова       | боярская дочь               |
| Олег Сурнов          | нищий                       |

## История создания
О намерении снять фильм об Иване Грозном с Петром Мамоновым в главной роли Павел Лунгин заявил ещё в январе 2007 года, указав, что в Мамонове он увидел «зерно, которое может стать ключом к этому образу»:
«На съёмках «Острова» я неожиданно увидел в Петре черты Ивана Грозного. Теперь вот надо бы сценарий подготовить. Иван Грозный был очень противоречивой личностью. Казнил днём, а ночами стоял и молился. В любом случае это не станет развлекательной историей».
Актёр на роль митрополита был утверждён не сразу. По свидетельству Ивана Охлобыстина, именно он порекомендовал Лунгину Олега Янковского как кандидата на эту роль. Готовясь к роли, Янковский встречался с патриархом Алексием II и получил от него благословение на съёмки. Сам Охлобыстин, будучи священником, сыграл в фильме роль шута Вассиана.
Съёмки фильма (рабочее название «Иван Грозный и митрополит Филипп») начались 23 февраля 2008 года. Они проходили в Суздале, где перед этим на территории Спасо-Евфимиева монастыря были построены декорации старой Москвы XVI века, Опричный дворец, «Пыточный городок». Съёмочные дни начинались молебнами святителю Филиппу. В роли консультанта режиссёра выступал писатель и богослов Александр Дворкин, защитивший в своё время диссертацию «Иван Грозный как религиозный тип»; он же сыграл эпизодическую роль архиепископа Пимена. Одним из консультантов был также иеромонах Косьма, насельник Донского монастыря (он же работал с Лунгиным и на фильме «Остров»), который привлёк к съёмкам своих друзей-музыкантов — лидера рок-группы «Ривущие струны» Владимира Терещенко, продюсера Олега Ковригу и автора-исполнителя Псоя Короленко. Все они снялись в эпизодических ролях священников в массовой сцене интронизации митрополита Филиппа.
В начале июля 2008 года исполнитель одной из главных ролей Олег Янковский был госпитализирован.
17 мая 2009 года фильм был показан на Каннском фестивале в рамках программы «Особый взгляд». Он не был отмечен призами на фестивале, хотя заслужил воодушевляющие критические отзывы (в частности, влиятельный журнал «Hollywood Reporter» указал, что «Царь» является «замечательным» фильмом).
19 июня 2009 года фильм открыл 31-й Московский международный кинофестиваль, жюри которого возглавлял Павел Лунгин.
10 октября 2009 года фильм был показан на кинофестивале в Варшаве.
В конце октября вышел в свет роман сценариста фильма Алексея Иванова «Летоисчисление от Иоанна», написанный по первоначальному варианту сценария и имеющий некоторые отличия от фильма.

## Съёмочная группа
- Режиссёр-постановщик — Павел Лунгин
- Авторы сценария — Алексей Иванов, Павел Лунгин
- Оператор-постановщик — Том Стерн
- Генеральный продюсер — Павел Лунгин
- Продюсеры — Василий Бернхардт, Ольга Васильева
- Художник-постановщик — Сергей Иванов
- Художники по костюмам — Наталья Дзюбенко, Екатерина Дыминская
- Художники по гриму — Валерия Никулина, Ирина Ульянова
- Постановщик трюков — Алексей Силкин
- Режиссёр монтажа — Альбина Антипенко
- Директор — Вадим Корюзлов
- Композитор — Юрий Красавин
- Звукорежиссёр — Стефан Альбине.

## Восприятие фильма

### Реакция общественности
13 октября 2009 года в Малом зале Государственной Думы РФ прошёл показ фильма, на котором присутствовали политические и общественные деятели и журналисты. На обсуждении после фильма прозвучали как положительные, так и отрицательные отзывы, причём с наиболее резкой оценкой выступил Леонид Симонович-Никшич, назвавший фильм «страшной пародией на Россию» и «кощунственным безобразием». Ранее с заявлением об антиисторичной трактовке и очернении образа царя в фильме выступал кинематографист Николай Бурляев. При этом Бурляев заявил: «На кинопоказе я просидел всего полчаса».
Незадолго до официальной премьеры, 2 ноября 2009 года, Союз Православных Хоругвеносцев и Союз Православных Братств провели в Москве пикет в защиту русской истории и культуры, на котором выразили свой категорический протест против фильма, который представляет собой «издевательскую карикатуру на первого Русского Царя», который в картине «представлен в виде сумасброда, маньяка, садиста и параноика», а сам фильм призван «символически оплевать Русскую историю».

### Реакция историков и духовенства
Мнения историков по поводу исторической достоверности фильма разделились. Многие упрекали режиссёра в искажении образа Ивана Грозного и его эпохи. Так, отрицательно оценил историческую составляющую фильма историк, доктор исторических наук, профессор кафедры истории России до XX в. исторического факультета СПбГУ Игорь Яковлевич Фроянов, упрекнувший режиссёра в однобокости и антирусской направленности картины. Доктор исторических наук Михаил Бабкин, автор ряда работ по истории Русской церкви, после предпремьерного показа фильма 3 ноября 2009 года, указал на ряд историко-фактологических ошибок в работе консультантов фильма, а также на явно клерикальную (процерковную) тенденциозность сюжета картины.
С другой стороны, телеведущий Николай Сванидзе высказал мнение о том, что «если не брать какие-то детали, которые естественны в художественном произведении — это же не историческая хроника — то… Лунгин очень исторически точен и в том, что касается изображения эпохи Ивана Грозного, и в том, что касается событий, связанных с взаимоотношениями царя и митрополита Филиппа, и в том, что касается изображения личности самого царя». Профессор РГГУ Дмитрий Антонов, специалист по эпохе Ивана Грозного, также отметил, что режиссёр фильма «не сильно погрешил против правды» и единственное нарекание вызывает финальная реплика Грозного: «Где мой народ?»: «Грозный после кончины Филиппа якобы почувствовал себя крайне одиноким и осознавшим масштаб беды, которую сотворил. Так вот, ничего этого не было. У Грозного были разные периоды правления, в том числе моменты послаблений. Но после упразднения опричнины он ни в коем случае не раскаялся. Спустя очень короткое время зверства в стране возобновились с новой силой и уже не прекращались до самой смерти тирана».
Профессор Московской духовной академии протодиакон Андрей Кураев, известный своей миссионерской деятельностью, отметив «историософскую и христианскую» состоятельность фильма, заявил, в частности: «Случайно или нет, что выход этого фильма пришёлся на первый год нового патриаршества? Не предстоит ли и Патриарху Кириллу стать наследником не только трона св. Филиппа, но и его креста? Не есть ли этот фильм своего рода духовное завещание от св. Филиппа к Патриарху Кириллу?»
Ректор Костромской духовной семинарии архимандрит Геннадий (Гоголев) написал на сайте семинарии: «Главный смысл картины заключается в том, что она наносит смертельный удар по самой монархической идее, которая как раз в настоящее время начинает в России завоёвывать всё больше сторонников». По поводу фильма в целом он сказал: «в „Царе“ нет интриги, характеры статичны, лексика героев бедна. Фильм „вытягивает“ гениальная игра Петра Мамонова и завораживающие грустной обреченностью глаза Олега Янковского»..
После выхода фильма многие, в том числе православные священнослужители, отрицательно отозвались о возобновлении актёрской деятельности отца Иоанна Охлобыстина. Сам Охлобыстин указал на то, что «суть основной претензии в том, что исполнением роли бесноватого царского шута я соблазняю людей и унижаю священный сан. Первой реакцией было отмахнуться и напомнить, что на постановку фильма режиссёра благословил покойный патриарх Алексий, а моей задачей было лишь точное выполнение поставленной задачи. Но, поразмыслив, я понял, что в прочитанной критике есть определённый резон». В результате в конце ноября 2009 года Охлобыстин обратился к патриарху Кириллу с просьбой отстранить его от служения.
Священник Даниил Сысоев:
Посмотрел в прошлое воскресенье фильм «Царь». Впечатление двойственное. С одной стороны, в сравнении с «Островом» фильм слабее. Чуда покаяния нет (как не было его и в реальном Иване Грозном). Но, с другой стороны, есть важная сейчас мысль. Власть не важнее Божьей правды. Митрополит Филипп получился прекрасный. Да, истинную глубину жизни в Боге передать через кино не получается, но что было возможно, Лунгин сделал. Это было не противостояние озлобленных оппонентов. Филипп получился тем, кем он был. Он ведь и в реальности заботился о погибающей душе Грозного. Ему была важна его душа, а не величие России, которая не перейдет в вечность. Удивило меня малое количество крови. Уж на что щедр был Грозный, так это на пытки. Но Лунгин удержался от рек крови. Того, что было показано — достаточно.
И не удивляет реакция патриотов. Если человеку наплевать на Бога, то ему будет ценен Иван Грозный, а не митр. Филипп. Не случайно почти все патриоты вопят от возмущения: «да как можно Ивана ругать, когда он убил всего лишь 4000 человек, когда на западе убивали 72000?» Напомню, что в глазах моего Господа смерть одного невинного стоит того, чтобы разрушить государство. В реальности Грозный убил куда больше. Я уже не говорю про то, что после Грозного тирана Россия обезлюдела и наступила Смута — логичный итог беззакония тех, кто посмел слушаться нечестивого тирана. В Византии были свои Грозные — например, Фока или  Юстиниан II, но их быстро ставили на место. Христиане в Византии не придерживались суеверия о «неприкосновенной особе государя». Они скорее следовали мысли преп. Иосифа Волоцкого, «царь, не следующий закону Божию, не царь есть, а дьявол».
Не преодоленное язычество (национализм) на Руси и суеверие, будто лучшим правителем является сын предыдущего сослужило для России плохую службу. Как всё-таки были правы ромеи, считающие, что власть должна принадлежать наилучшему, а не переходить по наследству. Кстати, Грозный не был помазанником. Он не был миропомазан, а потому власть его ничем не выше, чем власть Б. Ельцина. Скорее помазанником был митр. Филипп (напомню, что в Писании помазанниками называются не только цари, но и пророки, и священники).

Ну и конец, мне кажется, подвел. «Народ безмолвствует» — не лучшая концовка. Лучше было бы показать нынешнее место жительства грозного царя. А по свидетельству монаха Леонтия (16 век), он живёт сейчас вместе с Иудой Искариотом. Завершить бы фильм картиной из дантовского ада — было наилучшим ответом на конфликт власти и Церкви. «Новый фараон и Ирод» (по свидетельству литургического предания Церкви) лучшего не заслужил.

### Отзывы историков
- Дмитрий Володихин (Русский журнал)[28]:

В связи с выходом фильма «Царь», поставленного Лунгиным, полемика вокруг Ивана Грозного обострилась до предела. Фильм — сложный, имеющий продуманную христианскую подоплёку, трактующий опричнину как рецидив языческого миросозерцания в недрах российской государственности… Между тем фильм Лунгина хорош уже тем, что государь Иван IV в нём подан в красках, а не в привычном стиле ч/б. Монарх показан более сложной личностью, чем трактуют его мифы. Иван IV сложнее, чем хотелось бы видеть как сторонникам версии «дальновидного политика, гениального полководца», так и приверженцем концепции «кровавого маньяка».

Смысловое ядро фильма состоит в том, что русский православный государь, и в самом деле искренне и глубоко верующий человек, веру свою устремляет к тому, в чем нельзя видеть христианство. Внешняя форма христианская царём соблюдается, но по сути царь поклоняется огромной немилосердной силе, да и сам старается быть для подданных силой столь же огромной, сколь и немилосердной. И этот мотив, кажется, намного ближе к исторической правде, нежели чёрно-белая мифологическая палитра. Верно то, что Иван IV обладает перед русской историей несомненными заслугами. Но также верно и то, что на его совести массовые репрессии и несколько страшных военно-политических провалов.
- Лев Усыскин (Полит.ру)[29]:

Что касается исторической достоверности — то тут говорить просто не о чем. Происходящее на экране соотносится с историей царствования Ивана IV примерно так же, как повесть о Мальчише-Кибальчише — с историей Гражданской войны в России. Ничто тут не достоверно — ни событийно, ни образно, сиречь, картиночно. Скажем, никакой такой тяжёлой ситуации на польском фронте в 1565−1566 гг. не было — вообще в то время боевые действия практически не велись, зато велись разные переговоры о мире и заключались перемирия. Полоцк же был потерян не тогда, а в 1579 г., когда не было уже ни Филиппа–митрополита, ни Басмановых, ни Малюты, ни даже короля Жигмонта. Напротив, этот самый Полоцк был захвачен русскими только в 1563 г., после чего ситуация на фронте стала и в самом деле предельно тяжёлой… для литовцев с поляками…
Собственно, продолжать можно долго и потому не стоит вовсе — без риска ошибиться, скажу, что ВСЕ события фильма не соответствуют исторической реальности. Как не соответствует ей и всё остальное — прототипы героев фильма так не ходят, так не сидят, не одеваются, не молятся, так не поступают и так не говорят (с учётом даже перевода на современный язык). Достаточно сказать, что Ивану в 1565 г. шёл тридцать пятый год — герою же Мамонова глубоко за пятьдесят…

Что же до сюжета — то здесь просто беда. Грозный царь казнит и мучает невинных жертв. Митрополит Филипп заступается за них, за это его арестовывают и убивают. Вот, собственно, и всё. Любому ВГИКовскому первокурснику понятно, что это не годится в качестве сценария — ибо не несёт в себе никакой драматургии: поворотов сюжета, переходов от надежды к отчаянью и обратно, перемен в мировоззрении или намерениях героев, точек экзистенциального выбора, моментов разрешения противоречий и т.д. И если крайне слабенький сценарий фильма «Остров» в нормальной ситуации не прошёл бы входное сито любой профессиональной продюсерской компании, то сценария фильма «Царь» в кинематографическом смысле как бы и вовсе не существует.

### Отзывы кинокритиков
- Роман Волобуев (Афиша)[30]:

Выразительность — традиционный козырь и главная погибель Павла Лунгина, в прошлом регулярно утаскивавшая его на территорию, куда интеллигентные люди ходить стесняются, — едва ли не впервые за фильмографию сослужила режиссёру однозначно добрую службу. «Царь», безусловно, самый изящный лунгинский фильм: аскетичный, будто написанный скорописью (в первую очередь благодаря летучей камере американца Тома Стерна, оператора всех новейших фильмов Иствуда), напрочь лишенный присущих костюмному кино нафталиновых обертонов, на две трети построенный на чередовании белого и чёрного — то чёрные люди на белом снегу, то белые лица в темноте.
- Андрей Плахов (Коммерсантъ-Weekend)[31]:

Лунгин снял по сценарию Алексея Иванова кинодиспут о двоевластии, об отношениях между государством и церковью. Новая киноверсия судьбы, личности и исторической роли Иоанна IV балансирует в жанровом спектре между постановочным эпосом и камерной драмой. От первого разработанные, хотя и грубоватые костюмные массовки и особенно изобретательные сцены казней и пыток. Эффект крепкой режиссуры усиливает интеллигентная и в то же время сочная операторская работа Тома Стерна, снимавшего фильмы Клинта Иствуда… Но в конечном счете эпос сдает свои позиции под натиском камерной драмы. В центре фильма дуэт-поединок царя (Пётр Мамонов) и митрополита (Олег Янковский в своей последней кинороли). Это не только пир актёрского мастерства, но и квинтэссенция темы фильма: духовный человек против бездуховности и бесчеловечности власти. Главный вопрос: царское ли это дело — миловать и прощать или только выжигать все живое калёным железом во славу укрепления государства? Особенно когда вокруг сплошные враги (чего стоит хотя бы коварная Польша) и страна с трудом поднимается с колен.

…Но «Царь» — не столько исторический фильм, сколько все же драма греха и духовного подвига. В «Острове» Павел Лунгин свёл их в одном персонаже, в «Царе» — развёл на двоих.
- Стас Тыркин (Комсомольская правда)[2]:

Сюжет многих фильмов Павла Лунгина составляет моральное противоборство полярно заряженных героев-мужчин: таксиста и саксофониста в «Такси-блюзе», отца и сына в «Луна-парке» и т. д. То же и в «Царе»: облезлому и бесноватому, с одним гнилым зубом во рту русскому царю Ивану Васильевичу (Петр Мамонов) противостоит благообразный и рассудительный митрополит Филипп Колычев (Олег Янковский), само воплощение христианской добродетели... Конфликт героев в «Царе» решен, увы, очень декларативно. Персонажи и их отношения лишены какого бы то ни было развития: Иван весь фильм желает казнить, Филипп призывает миловать... Настоящего противоборства исторических персонажей не получается еще и из-за разницы в актерских потенциалах исполнителей. Удачно совпавший со своими героями в «Острове» и «Такси-блюзе» непрофессиональный актер Мамонов откровенно не справляется с масштабной ролью Антихриста всея Руси, возложенной на него Лунгиным. Получается скорее не очень страшный юродивый, на худой конец пакостный мелкий бес.

## Прокатная судьба
Официальная премьера фильма состоялась 3 ноября 2009 года в московском кинотеатре «Октябрь».
4 ноября 2009 года в День народного единства фильм вышел в широкий прокат в России. С 4 по 16 ноября картину в кинотеатрах посмотрели около 1 миллиона россиян, общие сборы за этот период составили 5 миллионов долларов.
18 ноября 2009 года фильм вышел на DVD.
7 января 2010 года состоялся показ фильма по Первому каналу.

## Награды и номинации
- 2009 — Фестиваль русского кино в Доме Москвы в Риге — «Лучший режиссёр» (Павел Лунгин)[34]
- 2010 — Премия «Ника» в номинациях «Лучшая работа художника», «Лучшая мужская роль».